# Wagner (Bahia)
Wagner é um município brasileiro do estado da Bahia. Localiza-se a uma latitude 12º17'13" sul e a uma longitude 41º10'06" oeste.

## História
O município de Wagner surgiu às margens do rio Utinga devido à criação de um colégio - O Instituto Ponte Nova (I.P.N.), em 1906 por missionários presbiterianos oriundos dos Estados Unidos que formaram a Missão Central do Brasil, destacando-se o médico norte americano Walter Welcome Wood. Antes de se chamar Wagner, a localidade teve outras denominações - Ponte Nova e Itacira.

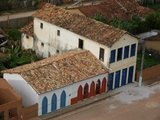
Centro Histórico: Distrito de Cachoeirinha

Já existia, contudo, um grande povoado às margens do Rio de Cachoeirinha, de nome Cachoeirinha, em cujas imediações foi fundado o Instituto Ponte Nova, após a compra de terrenos por missionários americanos presbiterianos.  Decorre daí a importância histórica desse colégio, que provocou a vinda para aquela região de  famílias inteiras em busca de escolaridade.
O nome "Wagner", dado ao município, deve-se a um alemão protestante mineralogista e comerciante chamado  Franz Wagner, que em 1890, durante uma grande seca, prestara auxílio à população local.
Em 1915, foi promulgada a Lei Estadual nº 1.116, de 21 de agosto daquele ano, que criava a Vila e Município de Wagner, desmembrado do município de Morro do Chapéu.

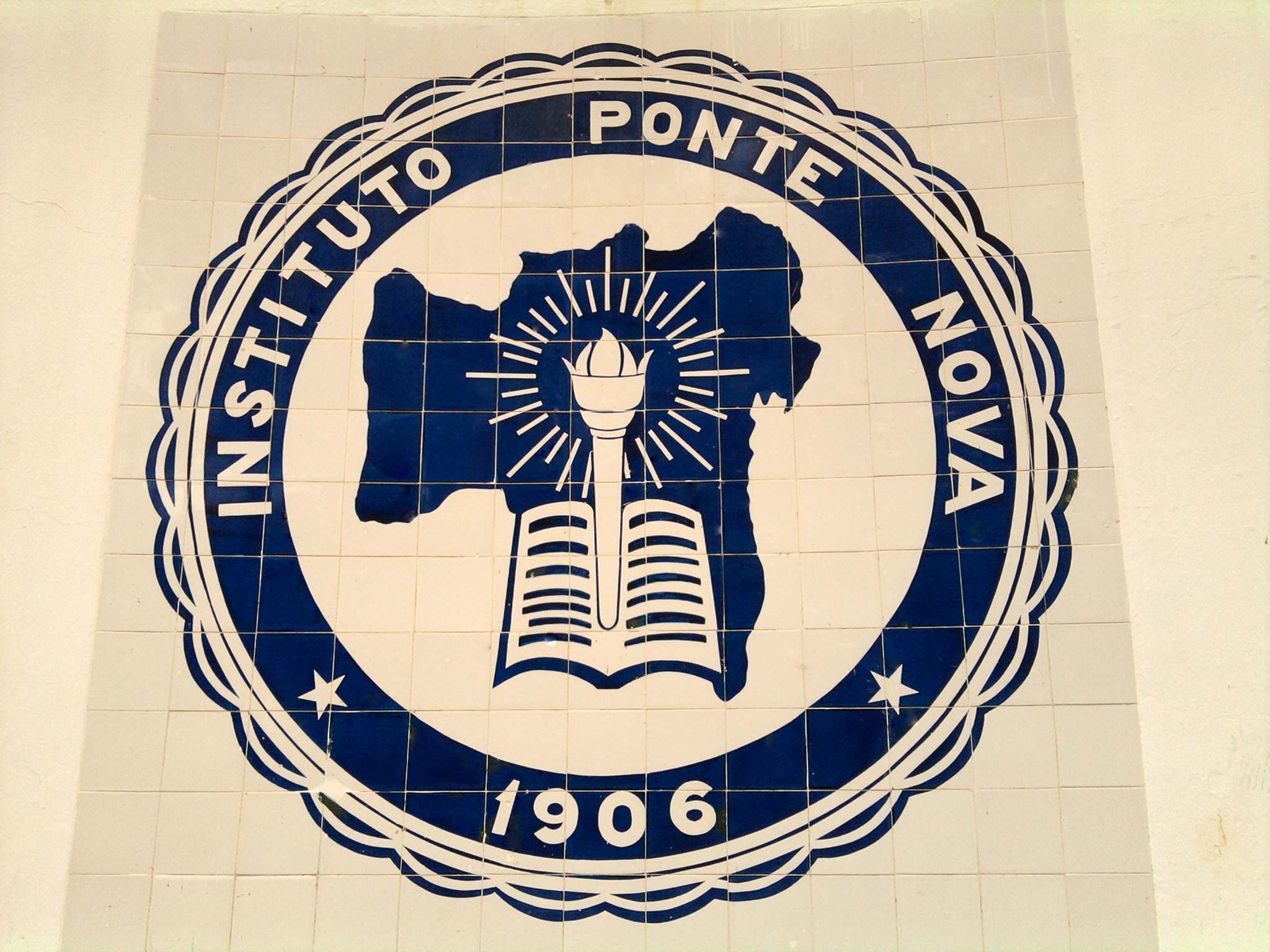
Escudo do Colégio Instituto Ponte Nova, da sede municipal

O Instituto Ponte Nova foi referência de educação por muitos anos no interior baiano até princípios da década de 1970, quando a missão americana se retirou do local. Assim, Wagner  teve entre seus  moradores mais ilustres, professores do mais alto nível, destacando-se  Dalila Costa, Adalgisa Martins de Oliveira, Belamy Macedo de Almeida, Raymundo Passos dos Santos  e Alexandrina Passos Santos (professora do Uniceub).

### Relação de Prefeitos

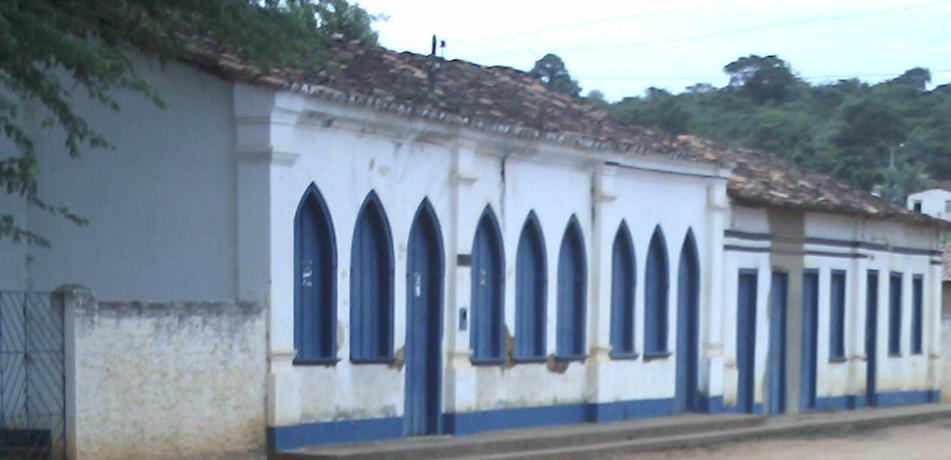
Arquitetura: Distrito de Cachoeirinha

Esta é a relação de chefes do Poder Executivo do Município de Wagner desde sua criação em 1915 e sua instalação no ano seguinte. Entre 1931 a 1962, o Município de Wagner esteve extinto, tendo sido incorporado ao Município de Lençóis, o que fez com que ele não tivesse nenhum prefeito nesse período.
| Lista de Chefes do Poder Executivo Municipal | Lista de Chefes do Poder Executivo Municipal | Lista de Chefes do Poder Executivo Municipal | Lista de Chefes do Poder Executivo Municipal                              |
| Nome do(a) Prefeito(a)                       | Partido                                      | Duração do mandato                           | Forma da escolha                                                          |
| -------------------------------------------- | -------------------------------------------- | -------------------------------------------- | ------------------------------------------------------------------------- |
| Pedro José da Hora                           |                                              | 1916-?                                       | Primeiro intendente (Prefeito) municipal nomeado pelo Governador da Bahia |
| José Benício de Matos                        | PR                                           | 1963-1966                                    | Eleito pelo povo em eleições extraordinárias em 1962                      |
| Jonas Dias de Araújo                         |                                              | 1967-1970                                    |                                                                           |
| José Benício de Matos                        | ARENA                                        | 1971-1972                                    |                                                                           |
| Raymundo Passos dos Santos                   | ARENA                                        | 1973-1976                                    | Eleito pelo povo em 1972                                                  |
| José Benício de Matos                        | ARENA                                        | 1977-1982                                    | Eleito pelo povo em 1976                                                  |
| Jairo Hayne Bastos                           | PDS                                          | 1982-1983                                    | Vice-prefeito que sucedeu o prefeito eleito em 1976                       |
| Evangivaldo Evangelista Matos                |                                              | 1983-1988                                    | Eleito pelo povo em 1982                                                  |
| Elicivaldo Nobre da Silva                    |                                              | 1989-1992                                    | Eleito pelo povo em 1988                                                  |
| Lucas Graham de Araújo                       |                                              | 1993-1996                                    | Eleito pelo povo em 1992                                                  |
| Iris Alencar Fernandes da Silva              | PFL                                          | 1997-2000                                    | Eleita pelo povo em 1996                                                  |
| Evangivaldo Evangelista Matos                | PL                                           | 2001-2004                                    | Eleito pelo povo em 2000                                                  |
| Elter Silva Bastos                           | PHS                                          | 2005-2008                                    | Eleito pelo povo em 2004                                                  |
| Elter Silva Bastos                           | PHS                                          | 2009-2012                                    | Eleito pelo povo em 2008                                                  |
| Natã Garcia Hora                             | PSD                                          | 2013-2016                                    | Eleito pelo povo em 2012                                                  |
| Elter Silva Bastos                           | PSL                                          | 2017-2020                                    | Eleito pelo povo em 2016                                                  |
| Elter Silva Bastos                           | PSB                                          | 2021-2024                                    | Eleito pelo povo em 2020                                                  |
| Thiago Rocha Ladeia                          | Avante                                       | 2025-                                        | Eleito pelo povo em 2024                                                  |

## Economia
A economia do município desenvolve-se, boa parte, em torno da agropecuária, sobretudo a de pequenos produtores.  Desenvolve-se a agropecuária de subsistência que se dá nas vazantes dos rios Utinga dentre outros ou de seus afluentes, uma vez que cerca de quarenta por cento da população é da zona rural. Compete, entretanto,  ao setor de serviços a maior parcela do produto interno bruto (PIB). O salário médio mensal (em 2015) era de 1,5 salários mínimos considerando os trabalhadores formais que era apenas 5% da população.

## Hidrologia
O município é banhado pelos rios: Utinga, que o corta no sentido norte-sul; Cachoeirinha, que é afluente do rio Utinga pela margem direita, cuja foz se encontra nas proximidade da Sede municipal; e Bonito, também afluente do rio Utinga,  localizado a oeste e que serve de limite entre Wagner e Lençóis, sendo sua foz no estremo sul do município; e, também mais ao sul, o rio Arrecifes.
A pluviosidade média anual é 700mm, com longos períodos de estiagem. O município está inserido no denominado Polígono das Secas.

### Clima
| Gráfico climático para Wagner-Ba               | Gráfico climático para Wagner-Ba | Gráfico climático para Wagner-Ba | Gráfico climático para Wagner-Ba | Gráfico climático para Wagner-Ba | Gráfico climático para Wagner-Ba | Gráfico climático para Wagner-Ba | Gráfico climático para Wagner-Ba | Gráfico climático para Wagner-Ba | Gráfico climático para Wagner-Ba | Gráfico climático para Wagner-Ba | Gráfico climático para Wagner-Ba |
| ---------------------------------------------- | -------------------------------- | -------------------------------- | -------------------------------- | -------------------------------- | -------------------------------- | -------------------------------- | -------------------------------- | -------------------------------- | -------------------------------- | -------------------------------- | -------------------------------- |
| J                                              | F                                | M                                | A                                | M                                | J                                | J                                | A                                | S                                | O                                | N                                | D                                |
| 111 30 19                                      | 109 30 19                        | 138 30 20                        | 111 29 19                        | 57 28 18                         | 26 27 17                         | 46 27 16                         | 30 28 16                         | 29 17                            | 52 30 18                         | 151 30 19                        | 155 30 19                        |
| Temperaturas em °C • Precipitações em mmFonte: |                                  |                                  |                                  |                                  |                                  |                                  |                                  |                                  |                                  |                                  |                                  |

## Cultura
Em 1959, o município de Wagner foi cenário do filme "O Punhal", dirigido por Richard Irwin, e escrito pelo reverendo presbiteriano Jaime Wright, considerado o primeiro filme evangélico produzido no Brasil e o segundo filme rodado na região na Chapada Diamantina.
Quanto às festas populares, temos o São João, onde as quadrilhas e pau-de-fita são a sensação. Temos a Semana Sant, quando no Domingo de Páscoa festas populares com quebra-pote e pau-de-sebo. A Festa de Vaqueiros no mês de Maio. É comum um domingo de corrida de argolinha reunindo os vaqueiros e bons cavalos de toda a região. Faz também parte da cultura a folia de ternos de reis.